# San Pablo de los Montes
San Pablo de los Montes är en kommun i Spanien.   Den ligger i provinsen Toledo och regionen Kastilien-La Mancha, i den centrala delen av landet, 110 km sydväst om huvudstaden Madrid. Antalet invånare är 2 160. Arean är 101 kvadratkilometer.
Terrängen i San Pablo de los Montes är kuperad söderut, men norrut är den platt.